# El Tablón, Honduras
El Tablón är en ort i Honduras.   Den ligger i departementet Departamento de Francisco Morazán, i den sydvästra delen av landet, 7 km sydost om huvudstaden Tegucigalpa. El Tablón ligger 1 040 meter över havet och antalet invånare är 1 121.
Terrängen runt El Tablón är huvudsakligen kuperad, men åt nordväst är den platt. El Tablón ligger nere i en dal. Runt El Tablón är det ganska glesbefolkat, med 31 invånare per kvadratkilometer. Närmaste större samhälle är Tegucigalpa, 6,9 km nordväst om El Tablón. 